# Jun Shimizu
Jun Shimizu (清水 純 Shimizu Jun?), född 21 maj 1985 i Saitama prefektur, är en japansk fotbollsspelare.
Shimizu började sin karriär 2008 i Banditonce Kakogawa. 2009 flyttade han till Fukushima United FC. Han spelade 67 ligamatcher för klubben. Han avslutade karriären 2014.